# Штайе, Мухаммед
Мухаммед Штайе (араб. محمد اشتية‎; род. 17 января 1958, Наблус) — палестинский политический и государственный деятель. Премьер-министр Государства Палестина с 10 марта 2019 по 14 марта 2024 года. Экономист, педагог. Доктор наук (1989). 26 февраля 2024 года Штайе и его правительство объявили о своей отставке, оставаясь на своём посту до тех пор, пока не было сформировано новое правительство.

## Биография
С 1976 по 1981 год изучал деловое администрирование и экономику в Бирзейтском университете. В 1989 году получил докторскую степень по экономике в Университете Сассекса. С 2009 года работал министром Палестинского экономического совета по развитию и реконструкции.
Член ФАТХ.
Автор многочисленных публикаций в области экономики, политологии и истории. Активный переговорщик в израильско-палестинском конфликте. Преподаватель Бирзейтского университета. Был министром общественных работ и строительства, министром внутренних дел (2019—2022).
13 апреля 2019 года Штайе и его кабинет были приведены к присяге. Новое правительство состоит, в основном, из членов «ФАТХ» Махмуда Аббаса. Другие партии, такие как Народный фронт освобождения Палестины, отказались участвовать в правительстве, потому что хотят, чтобы правительство объединилось с радикальной исламистской группировкой «ХАМАС».
Штайе считается сторонником решения конфликта с Израилем на основе сосуществования двух государств.
Когда главы государств Африканского союза, состоящего из 55 членов, собрались на двухдневный саммит в феврале 2022 года, Штайе призвал Африканский союз лишить Израиль статуса наблюдателя.
26 февраля 2024 года, в разгар продолжающейся войны между Израилем и ХАМАСОМ и её распространения на Западном берегу, Штайе объявил, что уходит в отставку, сославшись на недовольство текущей ситуацией в регионе и необходимость «новых правительственных и политических договорённостей», а также полного распространения контроля Палестинской администрации над палестинскими территориями. До назначения преемника президентом Махмудом Аббасом Штайе оставался на своём посту в качестве главы временного правительства.